# Unity Aarhus
|  | Fremtidig bygning Denne artikel omhandler en bygning, der er under opførelse. Det er derfor muligt, at indholdet er af spekulativ natur, og ligeledes, at indholdet kan ændre sig markant efterhånden som flere oplysninger bliver tilgængelige. |

La Tour-bygningen er et nybyggeri i Aarhus N. Her opføres et bolighøjhus på 23.000 kvadratmeter i 28 etager.
Kapitalforvalteren Aberdeen Standard Investments i samarbejde med entreprenørfirmaet KPC og Arkitema Architects  står bag byggeriet.
Byggeriet går i gang i sommeren 2020, og forventes færdigt i foråret 2023.